# Georg V. (Hannover)

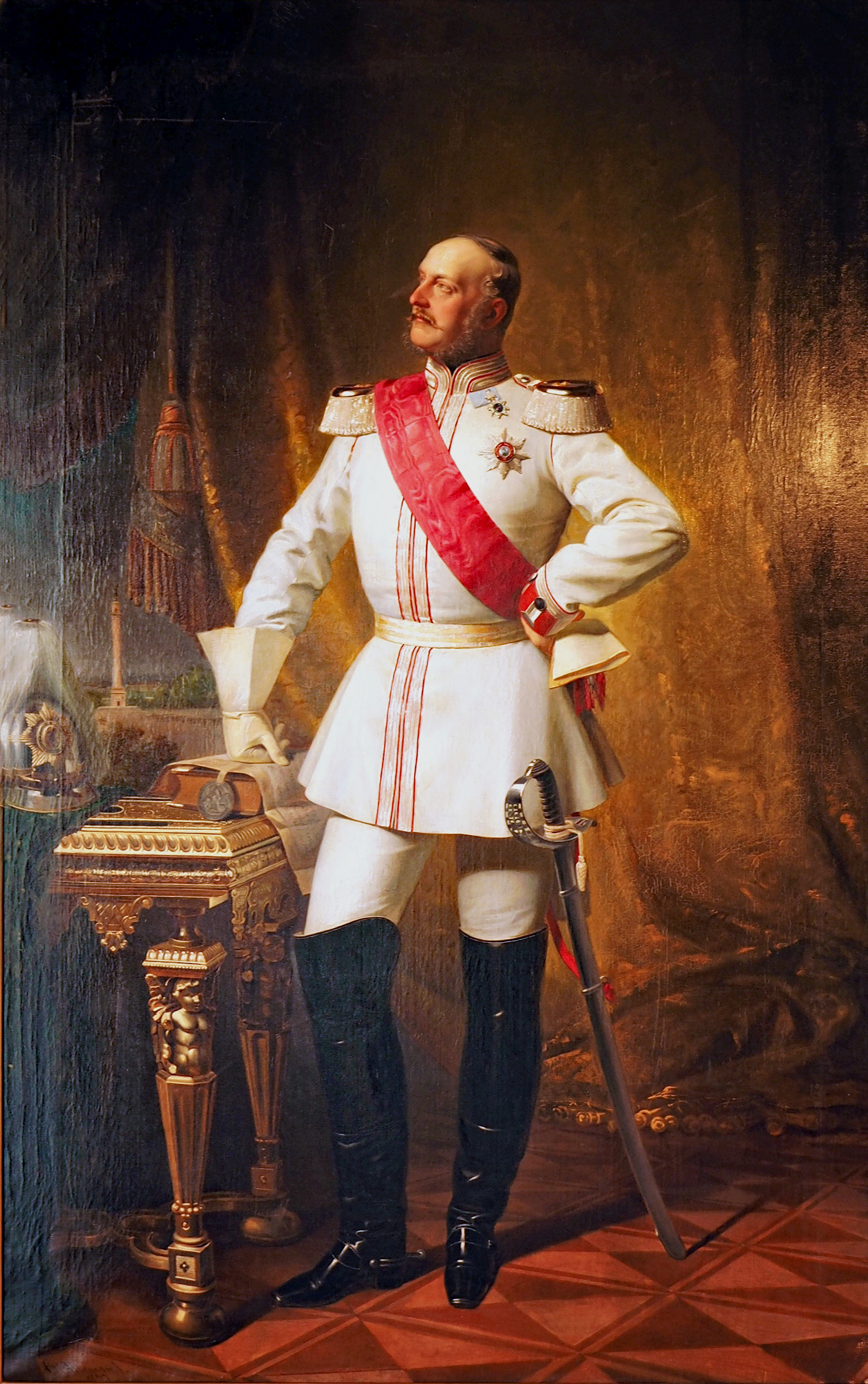
Georg V. von Hannover in der Uniform der Hannoverschen Gardekürassiere mit Großkreuz und Ordensband des St. Georgsordens sowie dem Ordenskreuz des Guelphen-Ordens.

Georg V., König von Hannover und 2. Duke of Cumberland and Teviotdale (* 27. Mai 1819 in Berlin; † 12. Juni 1878 in Paris) war der letzte König von Hannover.

## Leben

### Herkunft und Zeit als Kronprinz (1819–1851)

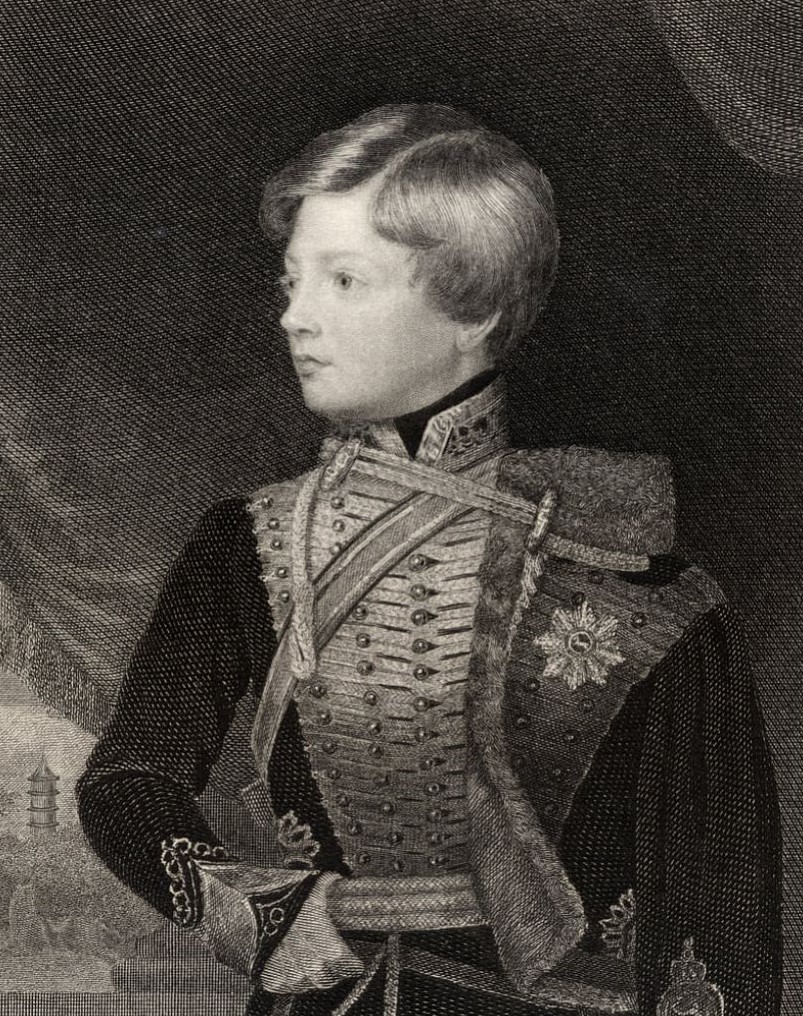
Der etwa zwölfjährige Prinz Georg in Husarenuniform; Stich von 1831 von T. A. Dean nach G. L. Lethbridge

Prinz Georg Friedrich Alexander Karl Ernst August, KG, war der Sohn des Königs Ernst August von Hannover aus der deutsch-britischen Dynastie des Hauses Hannover und seiner Frau Friederike zu Mecklenburg. Er war mit den meisten deutschen Herrscherhäusern eng verwandt und unter anderem mütterlicherseits Cousin ersten Grades der preußischen Könige Friedrich Wilhelm IV. und Wilhelm I. und des Großherzogs Friedrich Wilhelm II. zu Mecklenburg-Strelitz, sowie väterlicherseits der britischen Königin Victoria.
Seine Kindheit verbrachte er zunächst in Berlin, wohin seine Eltern aufgrund der Feindschaft des Britischen Parlaments gegen seinen Vater übergesiedelt waren, und später in Großbritannien. Nach dem Ende der Personalunion zwischen Großbritannien und Hannover und der Thronbesteigung seines Vaters in Hannover wurde er Kronprinz, blieb aber als legitimer männlicher Nachfahre König Georgs III. Mitglied der britischen Königsfamilie und Zweiter in der britischen Thronfolge – bis zur Geburt des ersten Kindes Königin Victorias, Prinzessin Victoria 1840.
Am 14. Juli 1839 lernte Georg V. die 21-jährige Marie von Sachsen-Altenburg in seiner Sommerresidenz Schloss Monbrillant kennen. Maries Vater Herzog Joseph und Georg waren über ihre Mütter Vettern ersten Grades. Das Paar heiratete am 18. Februar 1843 in der Schlosskirche Hannover.
Das Paar bezog zunächst den Fürstenhof in der Calenberger Neustadt, dann das Ernst-August-Palais in der Adolfstraße. In dieser Zeit wurden auch ihr Sohn und ihre beiden Töchter geboren.
Bereits in jungen Jahren war Georg erblindet. Das Augenlicht verlor er links 1829 durch eine Krankheit, rechts 1833 durch einen Unfall, der zu einer „Starkapsel“ führte. Dennoch erhielt er eine sehr sorgfältige Erziehung, wobei ihm sein hervorragendes Gehör und sein gutes Gedächtnis zugutekamen. Obwohl wegen seiner Blindheit Zweifel an seiner Eignung als Regent aufkamen, setzte sich sein Vater dafür ein, dass er König werden sollte, indem er mit der neuen hannoverschen Verfassung von 1840 körperliche Gebrechen als Ausschlussgrund von der Thronfolge abschaffte. 1842 ordnete Ernst August an, dass die vom Thronfolger zu vollziehende Unterzeichnung von Regierungsakten in Gegenwart von vereidigten Zeugen zu geschehen habe. Damit wurde dem blinden Kronprinzen das Leisten einer amtlich gültigen Unterschrift ermöglicht. Jedoch versuchte Georg zeit seines Lebens, seine Blindheit in der Öffentlichkeit zu verbergen. Georg, der seinen Vater schon während einer längeren Abwesenheit in Großbritannien 1843 vertreten hatte, folgte ihm nach dessen Tod am 18. November 1851 als König von Hannover, 2. Duke of Cumberland and Teviotdale und Earl of Armagh. Als Peer wurde er damit auch formal Mitglied des britischen Oberhauses.

### Innenpolitik

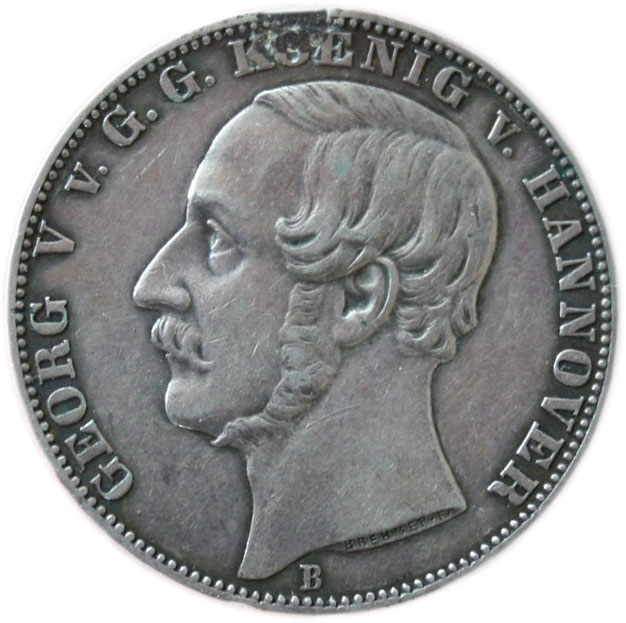
1 (silberner) Taler des Königreichs von 1865 mit dem Porträt von Georg V., der Künstlersignatur „BREHMER F.“ am Halsabschnitt und dem Buchstaben B für den Münzmeister Theodor Wilhelm Brüel

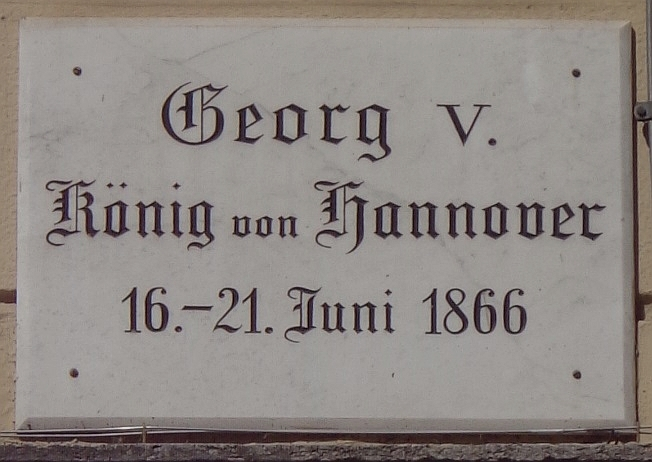
Göttinger Gedenktafel für Georg V. (Weender Straße 13–15)

Von seinem Vater und seinem Onkel mütterlicherseits, Karl Friedrich zu Mecklenburg (1785–1837), einem der einflussreichsten Männer am preußischen Hof, hatte er eine feudale und autokratische Staatsauffassung übernommen. Besonders deutlich wurde die Auffassung seines Königtums durch die Betonung des Gottesgnadentums, das im starken Gegensatz zu der in dieser Zeit vorherrschenden Staatsform der konstitutionellen Monarchie stand. Hannover zählte im Deutschen Bund zu den rückständigsten Staatsgebilden.
Georg V. verband seine Politik mit dem monarchischen Prinzip, um die königliche Souveränität gegenüber dem Landtag wieder zu stärken. Sein Vater Ernst August I. hatte im Zuge der Unruhen im Revolutionsjahr 1848 eine Verfassung ausarbeiten lassen müssen. Diese liberalen Tendenzen wollte der neue König von Hannover wieder einschränken. Das Instrument dafür war der hannoversche Bundestagsgesandte Eduard von Schele zu Schelenburg. Als Ministerpräsident sollte Schelenburg ein neues Kabinett bilden. Es war das erste von sechs Kabinetten, die Georg in seiner 15 Jahre dauernden Regierungszeit ernannte.
Am 1. August 1855 hob Georg V. die liberale Verfassung von 1848 wieder auf und stellte zum größten Teil die Verfassung von 1840 wieder her. In dem im selben Jahr aufgestellten Kabinett waren zum ersten Mal ausschließlich Adelige vertreten. Sein Günstling und Minister, Graf Borries, ging sogar so weit, zu planen, das Königreich Hannover in eine absolutistische Monarchie umzuwandeln. Georg V. fühlte sich von solchen Gedanken in seiner Rolle bestätigt. Er glaubte, wegen seiner Einsetzung durch Gott unfehlbar zu sein. Diese Sichtweise hatte fatale Auswirkungen auf seine Außenpolitik.
Neben den liberal-nationalen Spannungen der Reaktionsära (1848–1858) bestand eine weitere innenpolitische Herausforderung in den Folgen der Industriellen Revolution. Diese führte in vielen Mitgliedsstaaten des Deutschen Bundes zur Entstehung einer breiten Arbeiterschicht. Im Zusammenhang mit den ungelösten sozialen Missständen (siehe Soziale Frage) bestand aus Sicht Georgs V. ein Gefahrenpotential für die traditionelle gesellschaftliche Ordnung. Ein zentrales Ziel seiner Politik war daher, die Entwicklungen des technischen Fortschritts im Königreich Hannover einzudämmen und somit die Bildung einer Arbeiterschaft zumindest zu verlangsamen. Fabriken durften sich bis zum Untergang des Königreiches nicht in der Residenzstadt Hannover niederlassen. Die Förderung von Gilden und Zünften durch den König behinderte eine freie Entfaltung der Wirtschaft. Erst zum Ende seiner Regierungszeit ließ der König den Eisenbahnbau fördern und nahe Osnabrück die Georgs-Marien-Hütte gründen, was er aus der eigenen Kronkasse finanzierte.
Georg V. war ein religiöser Mann und nahm seinen Summepiskopat über die lutherische Landeskirche sehr ernst. Der von ihm am 14. April 1862 auf dem Verordnungsweg eingeführte neulutherische Katechismus stieß jedoch auf heftigen Widerstand (Katechismusstreit), sodass er die Verbindlichkeit im August desselben Jahres wieder aufheben musste. Die darauf folgenden Entlassungen und die Schaffung einer parlamentarisch strukturierten Landessynode 1863 führten gegen Georgs Absicht zur Stärkung der liberalen Strömungen in Kirche und Staat.

### Außenpolitik
Die außenpolitische Situation Georgs V. war von dem Deutschen Dualismus bzw. dem Vormachtstreben der Großmächte Preußen und Österreich innerhalb des Deutschen Bundes geprägt. Als König eines Mittelstaates war Georg zu eigenständiger Politik nicht in der Lage, sondern musste sich entweder Preußen oder Österreich annähern. Dies empfand Georg als empfindlichen Eingriff in seine durch Gott legitimierte Souveränität als König. Vor allem gegen Preußen, das im Westen und Osten territorial an das Königreich Hannover grenzte, hegte der König, anders als sein Vater, eine tiefe Abneigung, die in der Bundesreformfrage, in der Angelegenheit wegen des Küstenschutzes, in der Zollvereinskrise und bei anderen Anlässen zu Tage trat. So verweigerte Georg V. Preußen die Genehmigung zum Bau der Eisenbahnlinie von Minden zum preußischen Kriegshafen in Wilhelmshaven.

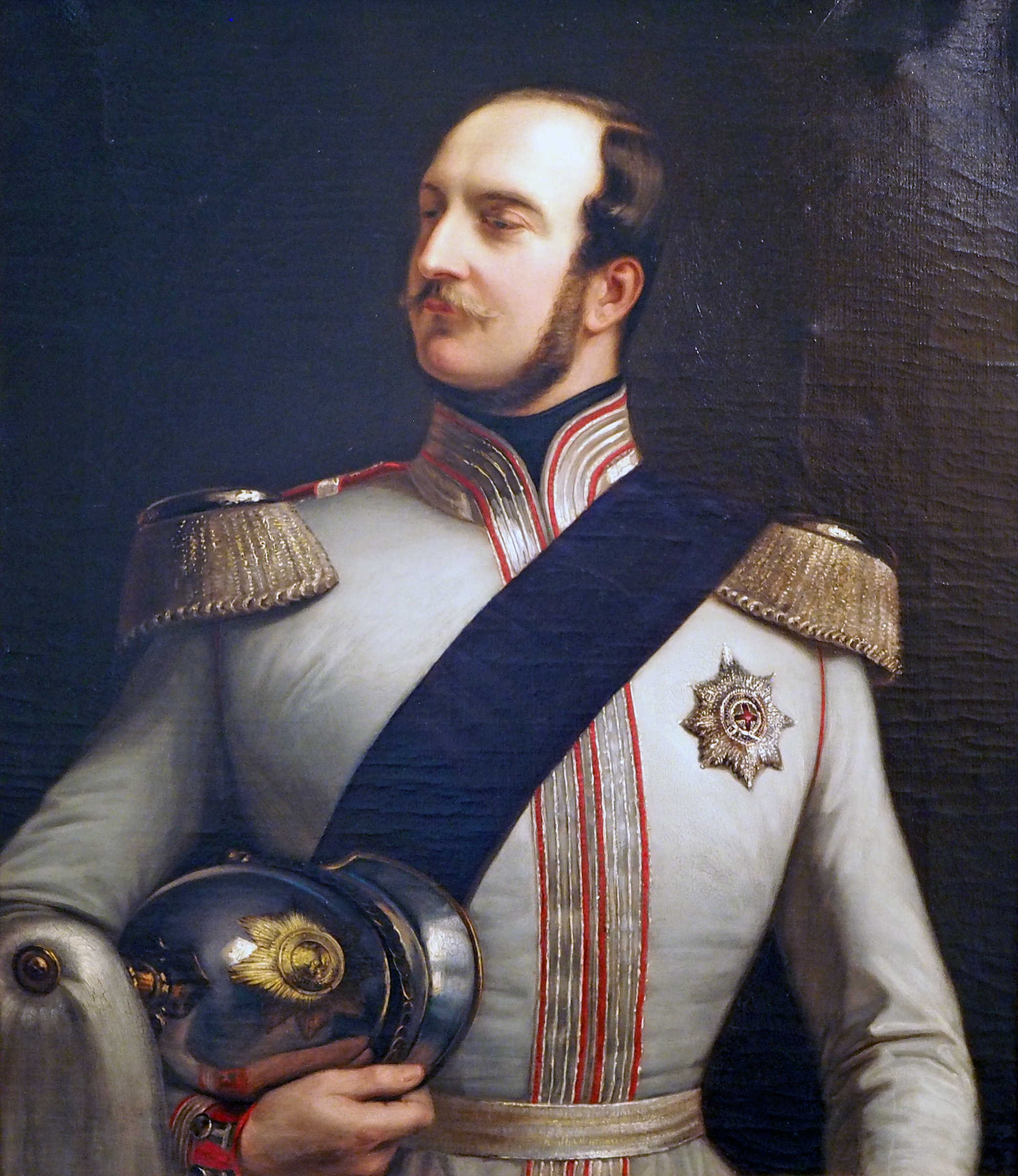
Georg V. König von Hannover (ca. 1860)

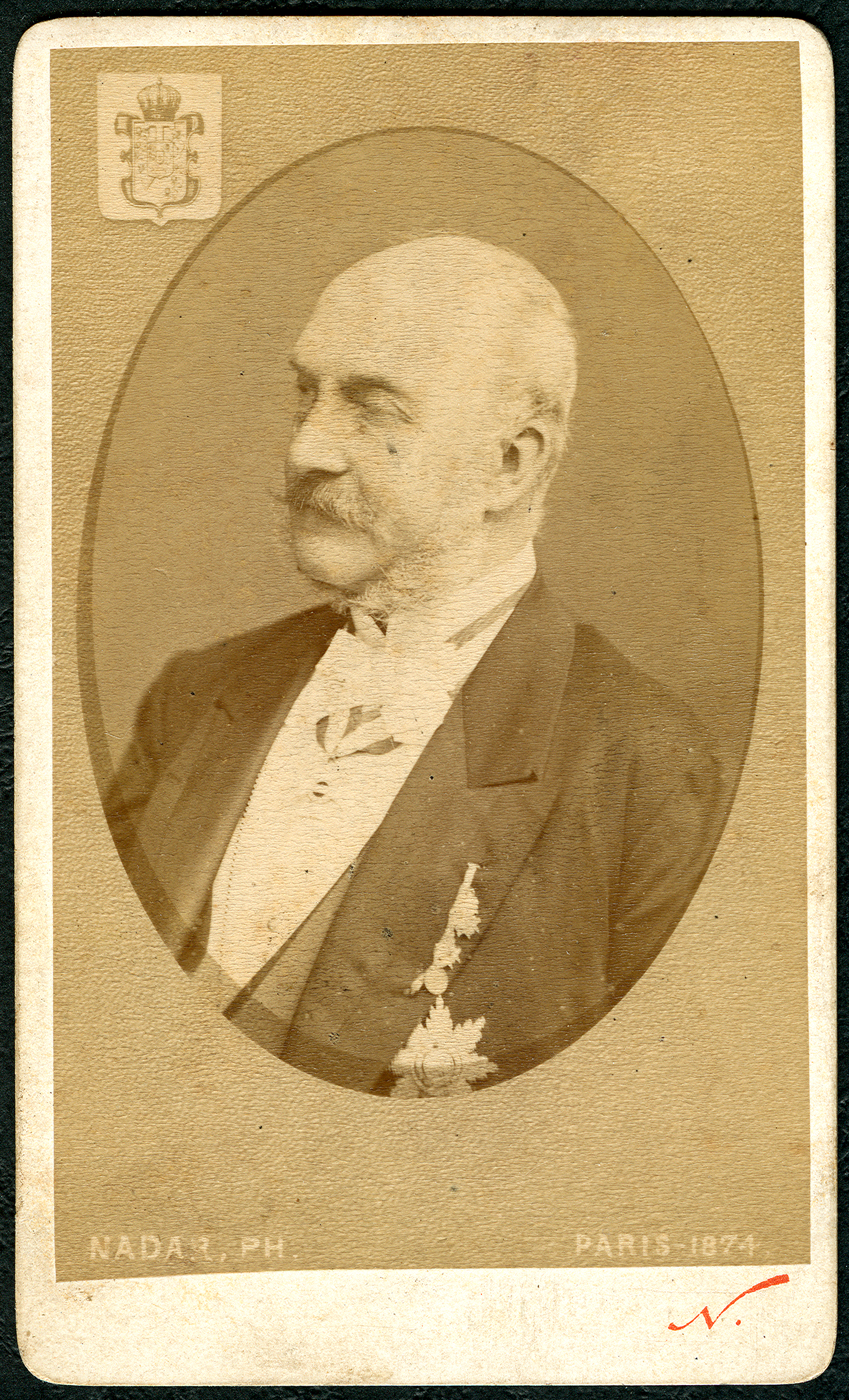
Carte de Visite von 1874, gefertigt in Paris durch Nadar

Gegen den Beschluss seines Landtags weigerte er sich, der preußischen Forderung zur Neutralität und damit zum Bruch mit dem Deutschen Bund im bevorstehenden Deutschen Krieg zuzustimmen, sondern schloss sich den anderen loyalen Mittelstaaten an. Am 15. Juni 1866 forderte der preußische Gesandte den Abschluss eines Bündnisses binnen 24 Stunden. Auch sollte Georg V. seine Armee dem Oberbefehl der preußischen Truppen unterstellen sowie der Einberufung eines deutschen Parlamentes zustimmen. Am Abend des 15. Juni 1866 versuchten Magistrat und Bürgervorsteher von Hannover, den König von einem Bündnis mit Preußen zu überzeugen. Davon unbeeindruckt schloss Georg ihnen gegenüber seine Rede mit den Worten: „Als Christ, Monarch und Welf kann ich nicht anders handeln.“
Am 16. Juni 1866 um 3 Uhr nachts begab sich Georg V. in seinem Salonwagen zu seiner 20.600 Mann starken Armee nach Göttingen. Nach der unausweichlich gewordenen Kapitulation trotz der taktisch erfolgreichen Schlacht bei Langensalza wurde daraufhin das Königreich Hannover von preußischen Truppen besetzt. Eine Abdankung zugunsten seines Sohnes Ernst August, wie sie Königin Marie vorschlug, um den Bestand des Königreichs Hannover möglicherweise retten zu können, lehnte Georg entschieden ab.

### Exil (1866–1878)
Der König floh nach Wien (wo er die Villa Hügel in Hietzing bezog), seine Familie folgte ihm ein Jahr später nach vorübergehendem Aufenthalt im Schloss Marienburg ins österreichische Exil. Während sich der österreichische Kaiser Franz Joseph I. bei den Prager Friedensverhandlungen erfolgreich für den Fortbestand des Königreichs Sachsen einsetzte, tat er nichts, um die Annexion Hannovers zu verhindern. Am 20. September 1866 wurde das Königreich durch Preußen annektiert und zur Provinz Hannover erklärt.
Der exilierte Georg V. weigerte sich bis zum Schluss, seine Ansprüche auf das Königreich Hannover aufzugeben und die Annexion anzuerkennen. Er appellierte vergeblich an die europäischen Großmächte und gab im Pariser Exil die Zeitschrift „Situation“ heraus, die täglich in heftigsten Ausdrücken die neue Ordnung der Dinge in Deutschland angriff und den Hass Frankreichs gegen ein preußischer werdendes Deutschland schürte. 1867 ließ er mit Hilfe des Schriftstellers Oskar Meding (später als Romancier Gregor Samarow) eine Privatarmee aus hannoverschen Flüchtlingen aufstellen, um im Falle eines deutsch-französischen Krieges an der Seite Frankreichs sein Reich zurückzuerobern (Welfenlegion). Bei seiner Silberhochzeit am 16. Februar 1868 gab Georg V. in vollkommer Verkennung der Lage die baldige Wiederherstellung des Königreichs Hannover öffentlich bekannt. All das führte schließlich mit dazu, dass Preußen eine bereits zugesagte finanzielle Entschädigung aussetzte und sein Privatvermögen beschlagnahmte (Welfenfonds).
Bis zum Schluss unversöhnt und schwer krank, starb der blinde König am 12. Juni 1878 in Paris. Sein Leichnam wurde nach England überführt und in der Gruft der St George’s Chapel in Windsor Castle beigesetzt.

## Förderer von Kultur und Wirtschaft
Der König und seine Frau Marie gaben dem 1856 gegründeten Georgs-Marien-Bergwerks- und Hüttenverein in Georgsmarienhütte, der dort ein Hüttenwerk betrieb, den Namen. Beide unterstützten die Gründung ideell und finanziell.
1869 ließen beide die nach ihnen benannte Kirche St. Georg-Marien in Ilfeld errichten.
König Georg war Freimaurer und seit 1857 Großmeister der Großloge von Hannover bis zu deren Auflösung 1866.
Unter der Regierung Georgs V. erlebten das höfische und das bürgerliche Musikleben Hannovers großen Aufschwung. Er selbst gab als Pianist und Komponist entscheidende Anregungen. Von seinen etwa 200 Werken sind vor allem Kunstlieder und Lieder für hannoversche Männerchöre sowie Musikstücke für Musikcorps zu nennen. Obwohl er in seinem Schaffen leicht fasslichen Melodien im Stil des italienischen Belcanto den Vorzug gab und das in popularästhetischen Schriften theoretisch vertrat, förderte er auch das Schaffen seiner Zeitgenossen Hector Berlioz, Robert Schumann, Richard Wagner und Johannes Brahms.

### Sonstiges
König Georg V. von Hannover war der erste Schützenkönig im Tostedter Schützenverein von 1854 e. V. Heinrich Narten gab für den erblindeten König den Königsschuss ab. Die Tostedter Schützen führen enge Bezüge zum Königreich Hannover und tragen heute noch die Uniform der Hannoverschen Jäger, wonach auch das Mitteilungsblatt des Schützenvereins benannt wurde.
Das Gymnasium Georgianum in Lingen ist nach ihm benannt. Der Schriftsteller Gobineau widmete ihm 1855 die französische Erstausgabe seines Versuchs über die Ungleichheit der Menschenrassen.

## Vorfahren
|  |                                                                    |  |  |  |  |  |  |  |  |  |  |  |  |
|  | Friedrich Ludwig von Hannover Prince of Wales (1707–1751)          |  |  |  |  |  |  |  |  |  |  |  |  |
|  |                                                                    |  |  |  |  |  |  |  |  |  |  |  |  |
|  |                                                                    |  |  |  |  |  |  |  |  |  |  |  |  |
|  | Georg III. König von GB und Hannover (1738–1820)                   |  |  |  |  |  |  |  |  |  |  |  |  |
|  |                                                                    |  |  |  |  |  |  |  |  |  |  |  |  |
|  |                                                                    |  |  |  |  |  |  |  |  |  |  |  |  |
|  | Augusta von Sachsen-Gotha-Altenburg (1719–1772)                    |  |  |  |  |  |  |  |  |  |  |  |  |
|  |                                                                    |  |  |  |  |  |  |  |  |  |  |  |  |
|  |                                                                    |  |  |  |  |  |  |  |  |  |  |  |  |
|  | Ernst August I. König von Hannover (1771–1851)                     |  |  |  |  |  |  |  |  |  |  |  |  |
|  |                                                                    |  |  |  |  |  |  |  |  |  |  |  |  |
|  |                                                                    |  |  |  |  |  |  |  |  |  |  |  |  |
|  | Karl zu Mecklenburg (1708–1752)                                    |  |  |  |  |  |  |  |  |  |  |  |  |
|  |                                                                    |  |  |  |  |  |  |  |  |  |  |  |  |
|  |                                                                    |  |  |  |  |  |  |  |  |  |  |  |  |
|  | Sophie Charlotte zu Mecklenburg-Strelitz (1744–1818)               |  |  |  |  |  |  |  |  |  |  |  |  |
|  |                                                                    |  |  |  |  |  |  |  |  |  |  |  |  |
|  |                                                                    |  |  |  |  |  |  |  |  |  |  |  |  |
|  | Elisabeth Albertine von Sachsen-Hildburghausen (1713–1761)         |  |  |  |  |  |  |  |  |  |  |  |  |
|  |                                                                    |  |  |  |  |  |  |  |  |  |  |  |  |
|  |                                                                    |  |  |  |  |  |  |  |  |  |  |  |  |
|  | Georg V. König von Hannover                                        |  |  |  |  |  |  |  |  |  |  |  |  |
|  |                                                                    |  |  |  |  |  |  |  |  |  |  |  |  |
|  |                                                                    |  |  |  |  |  |  |  |  |  |  |  |  |
|  | Karl zu Mecklenburg (1708–1752)                                    |  |  |  |  |  |  |  |  |  |  |  |  |
|  |                                                                    |  |  |  |  |  |  |  |  |  |  |  |  |
|  |                                                                    |  |  |  |  |  |  |  |  |  |  |  |  |
|  | Karl II. von Mecklenburg (1741–1816)                               |  |  |  |  |  |  |  |  |  |  |  |  |
|  |                                                                    |  |  |  |  |  |  |  |  |  |  |  |  |
|  |                                                                    |  |  |  |  |  |  |  |  |  |  |  |  |
|  | Elisabeth Albertine von Sachsen-Hildburghausen (1713–1761)         |  |  |  |  |  |  |  |  |  |  |  |  |
|  |                                                                    |  |  |  |  |  |  |  |  |  |  |  |  |
|  |                                                                    |  |  |  |  |  |  |  |  |  |  |  |  |
|  | Friederike zu Mecklenburg (1778–1841)                              |  |  |  |  |  |  |  |  |  |  |  |  |
|  |                                                                    |  |  |  |  |  |  |  |  |  |  |  |  |
|  |                                                                    |  |  |  |  |  |  |  |  |  |  |  |  |
|  | Georg Wilhelm von Hessen-Darmstadt (1722–1782)                     |  |  |  |  |  |  |  |  |  |  |  |  |
|  |                                                                    |  |  |  |  |  |  |  |  |  |  |  |  |
|  |                                                                    |  |  |  |  |  |  |  |  |  |  |  |  |
|  | Friederike Caroline Luise von Hessen-Darmstadt (1752–1782)         |  |  |  |  |  |  |  |  |  |  |  |  |
|  |                                                                    |  |  |  |  |  |  |  |  |  |  |  |  |
|  |                                                                    |  |  |  |  |  |  |  |  |  |  |  |  |
|  | Maria Luise Albertine zu Leiningen-Dagsburg-Falkenburg (1729–1818) |  |  |  |  |  |  |  |  |  |  |  |  |
|  |                                                                    |  |  |  |  |  |  |  |  |  |  |  |  |
|  |                                                                    |  |  |  |  |  |  |  |  |  |  |  |  |

## Nachkommen

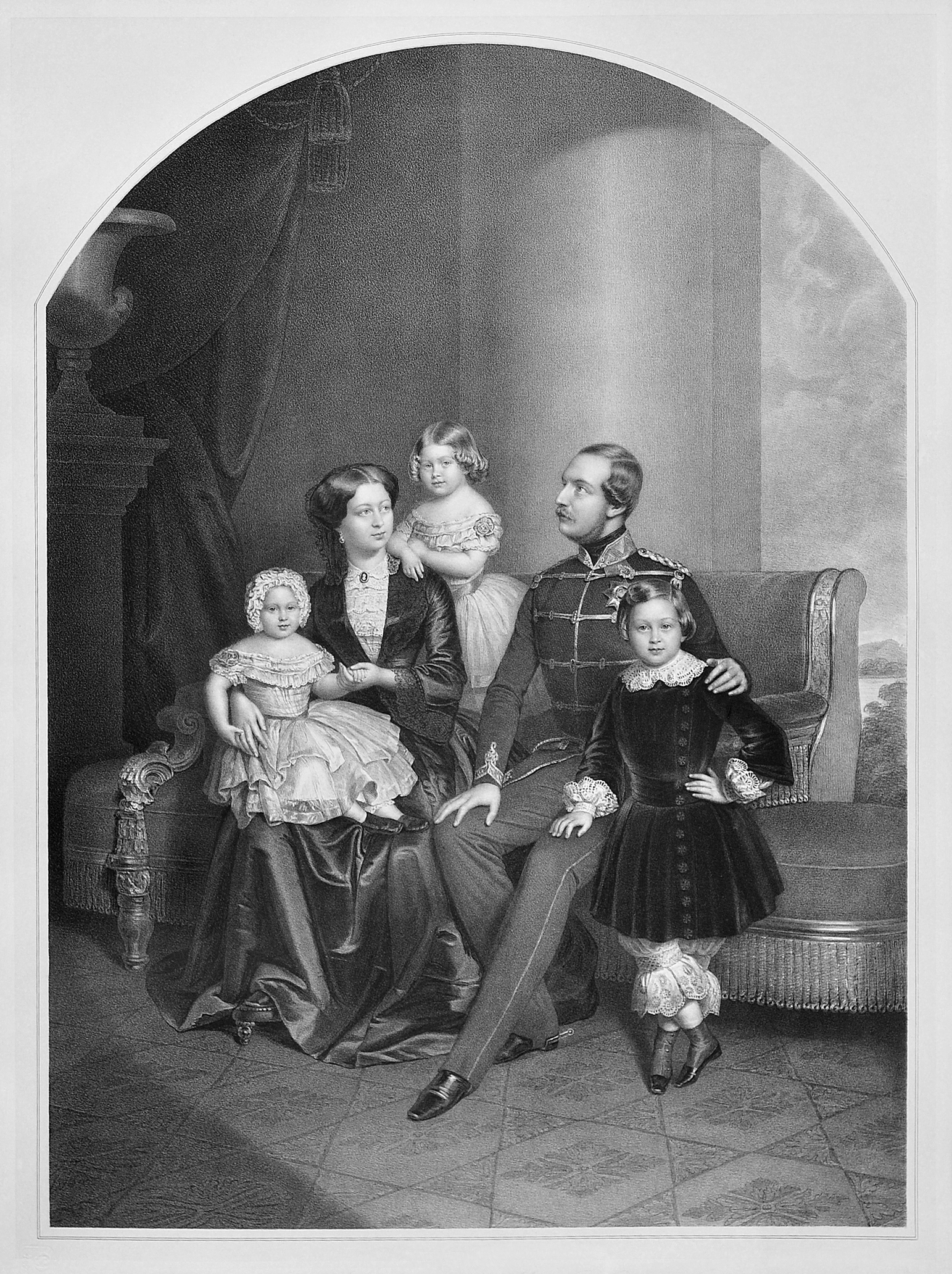
Familie von Georg V.

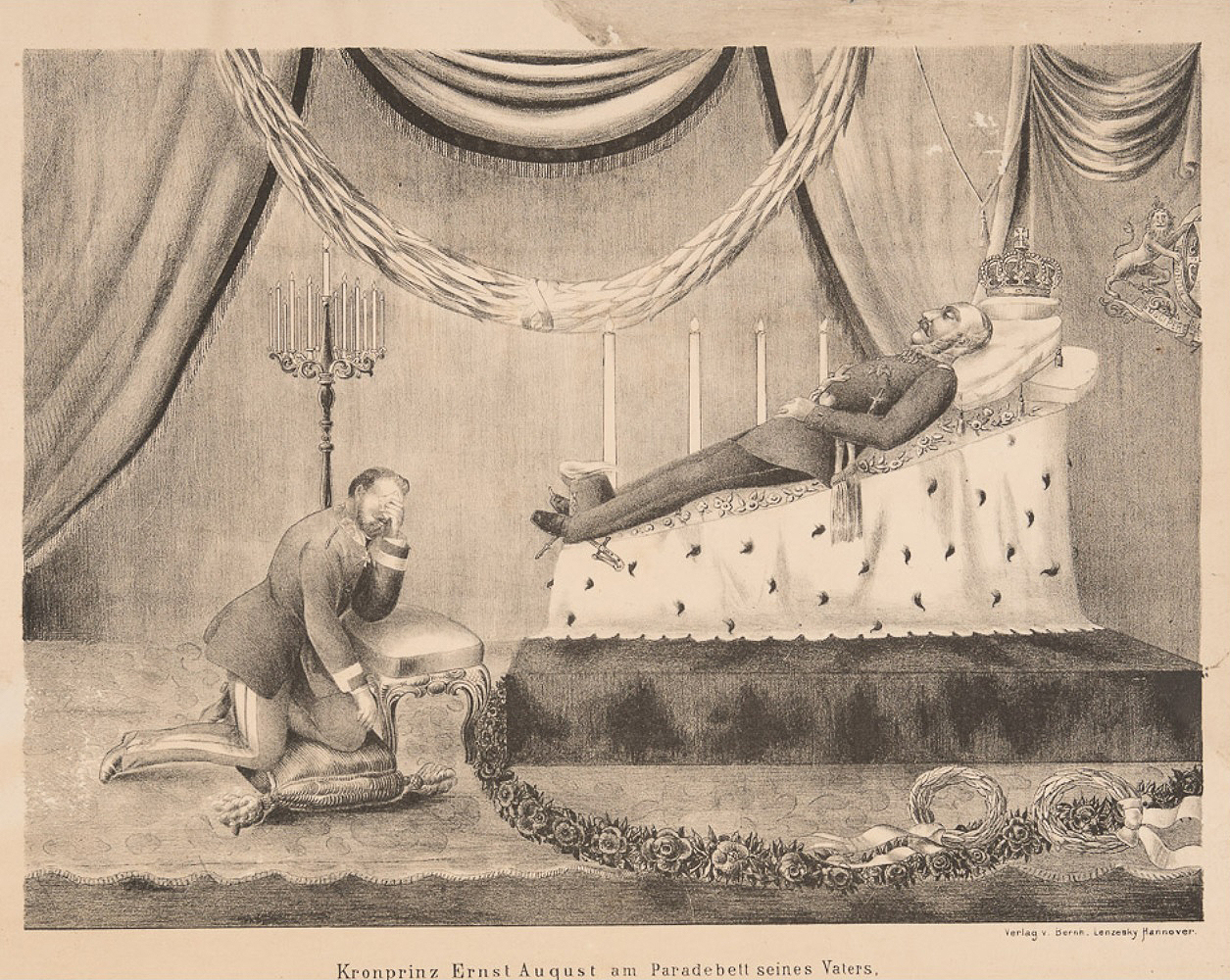
Der verstorbene König Georg V. auf einem Katafalk, davor kniend Kronprinz Ernst August;
1878 in Windsor, Lithographie im Verlag von Bernhard Lenzesky, Hannover

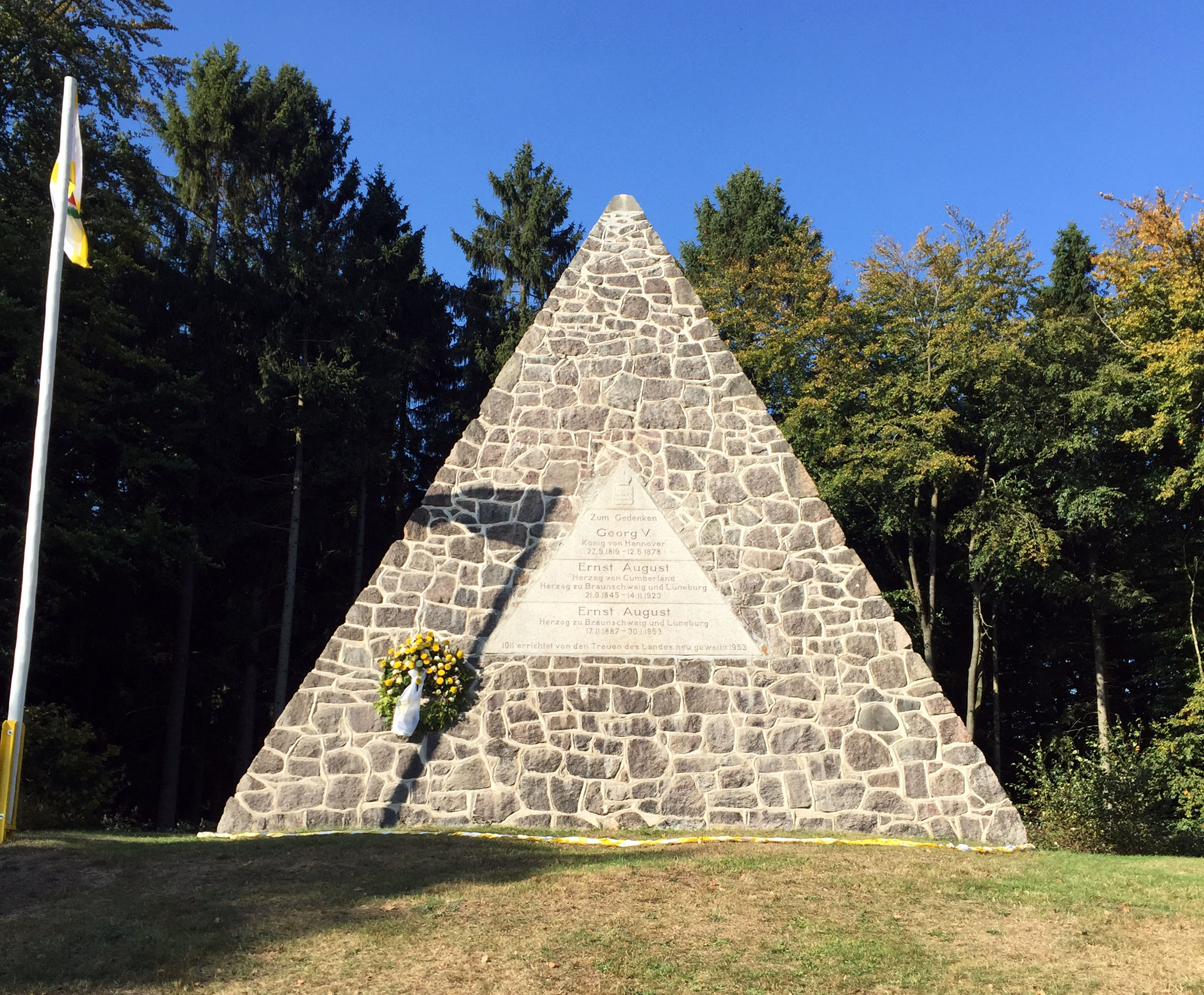
Fürstendenkmal Langenrehm, unter anderem für Georg V.

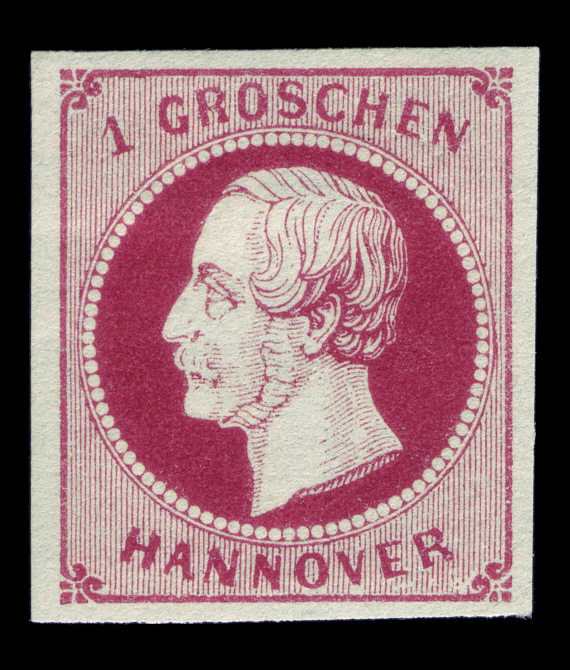
1 Groschen-Briefmarke von Hannover mit Porträt Georg V. (1859)

Aus der Ehe mit Königin Marie gingen drei Kinder hervor:
- Ernst August (1845–1923), Kronprinz von Hannover und 3. Duke of Cumberland and Teviotdale ⚭ Prinzessin Thyra von Dänemark (1853–1933)
- Friederike (1848–1926) ⚭ Alfons von Pawel-Rammingen
- Marie (1849–1904), unverheiratet

Königin Marie, Kronprinz Ernst August und Prinzessin Marie sind im Mausoleum von Schloss Cumberland in Gmunden beigesetzt, Prinzessin Friederike ruht wie ihr Vater in der Gruft der St George’s Chapel von Windsor Castle.

## Schriften
- Geoffrey Malden Willis (Hrsg.):  Hannovers Schicksalsjahr 1866 im Briefwechsel König Georgs V. mit der Königin Marie. Hildesheim 1966.
- Ideen und Betrachtungen über die Eigenschaften der Musik. Helwing, Hannover 1839 (Digitalisat)
- Über Musik und Gesang. Holzhausen, Wien 1879 (Digitalisat)